# ديسيمير بوينو
ديسيمير بوينو هو مغني كوبي ولد في 5 يوليو 1971.

## روابط خارجية
ديسيمير بوينو على موقع ميوزك برينز (الإنجليزية)
- ديسيمير بوينو على موقع ميوزك برينز (الإنجليزية)
- ديسيمير بوينو على موقع ديسكوغز (الإنجليزية)